# Core 2 Solo
Core 2 Solo, одноядерные «entry-level»-процессоры для мобильных систем, таких как ноутбуки и нетбуки. Имеет низкую производительность и низкое энергопотребление. Такие процессоры, как правило, не изготавливались специально - это были "отбраковки" от ноутбучных Core 2 Duo, где одно из двух ядер не могло функционировать по какой-либо причине, и оно программно выключалось.
| Кодовое имя | Номер процессора | Кэш L2 | Socket | TDP   | Частота шины FSB | Тактовая частота |
| ----------- | ---------------- | ------ | ------ | ----- | ---------------- | ---------------- |
| Penryn-L    | SU3500           | 3 MB   | BGA956 | 5.5 W | 800 МГц          | 1.4 ГГц          |
| Penryn-L    | SU3300           | 3 MB   | BGA956 | 5.5 W | 800 МГц          | 1.2 ГГц          |
| Merom-L     | U2200            | 1 MB   | BGA479 | 5.5 W | 533 МГц          | 1.2 ГГц          |
| Merom-L     | U2100            | 1 MB   | BGA479 | 5.5 W | 533 МГц          | 1.06 ГГц         |